# Geschiedenis van de Britse Eilanden
De geschiedenis van de Britse Eilanden beschrijft de geschiedenis van de eilanden die behoren tot Groot-Brittannië.
Tot de Britse Eilanden behoren Groot-Brittannië en Ierland, en vele honderden kleinere eilanden. Heden ten dage bevinden zich op de Britse Eilanden twee soevereine staten: de Ierse Republiek en het Verenigd Koninkrijk van Groot-Brittannië en Noord-Ierland. Hiernaast zijn er ook nog drie gebieden die onder de Britse Kroon vallen, maar toch een autonoom bestuur hebben: Guernsey, Jersey en Man. De meeste kleine eilanden maken deel uit van het Verenigd Koninkrijk. Het Verenigd Koninkrijk kan op zijn beurt verder opgesplitst worden in vier entiteiten: Engeland, Noord-Ierland, Schotland en Wales.
De koning van Engeland was staatshoofd van alle Britse Eilanden vanaf 1603, toen er met het bestijgen van de Engelse troon door Jacobus I (VI) een personele unie ontstond van de kronen van Schotland en Engeland. Een staatkundige unie kwam er pas in 1707, nadat drie eerdere pogingen daartoe in 1606, 1667 en 1689 op een weigering van de Engelsen gestoten waren. Aan deze unie kwam een einde in 1949 toen de Ierse Republiek opgericht werd. De naam 'Verenigd Koninkrijk van Groot-Brittannië en Noord-Ierland' wordt gebruikt sinds 1922. 

Hierbij kan worden opgemerkt dat de term British Isles in 1603 nog niet gebruikt werd. Sinds de onafhankelijkheid van Ierland ligt de term nogal gevoelig en wordt hij zelden gebruikt door historici uit de regio vanwege de complexe relaties tussen de verschillende bevolkingsgroepen van de Britse archipel.

## Historiografische inleiding
Het leeuwendeel van de historische studies over de regio volgt de geijkte, door de traditie bepaalde, nationale kaders. Het nadeel hiervan is dat "etnocentrische mythen en ideologieën" hierdoor onbedoeld worden bevestigd. Butterfield nam reeds duidelijk stelling tegen de traditionele voorstelling van zaken in zijn essay "The whig interpretation of history" (1931).

Dat veel historische studies de natie centraal stellen is overigens wel te verklaren. De historische wetenschap ontwikkelde zich in de loop van de negentiende eeuw. Van grote invloed waren de opvattingen van Leopold von Ranke en de door hem ontwikkelde historische kritiek. Natie en natiestaat waren voor Ranke de hoofdrolspelers in het historisch proces. Met de professionalisering van de geschiedschrijving domineerden de opvattingen van Ranke voortaan ook onderwerpskeuze en afbakening van de meeste historische studies. De "Constitutional history of England" van William , gepubliceerd vanaf 1866, was in zekere zin de eerste 'moderne' studie over de geschiedenis van Engeland. Daarmee was de trend gezet. 

Binnen de whighistoriografie, de visie die decennialang via het geschiedenisonderwijs werd doorgegeven, werd de tijd voor 1066 behandeld als een soort prehistorie. Alsof de geschiedenis pas begint met de Normandische invasie. Het jaartal 1066 is dan ook een van de weinige die alle inwoners van Groot-Brittannië kennen. Een satirische weergave van de traditionele visie is te vinden in het nog altijd populaire werk van W.C. Sellar en R.J. Yeatman: "1066 and all that" (1930). Deze historiografische traditie lijkt te veronderstellen dat Engeland een eiland is. Die gedachte is al terug te vinden in het werk van Shakespeare. In de loop der tijd waren het immers Engeland en de Engelse cultuur die de eilandengroep domineerden. Binnen Engeland zelf domineerde vooral het zuidoostelijk deel. Verreweg de meeste bewoners van de Britse Eilanden spreken heden ten dage Engels.
Wijdverbreid is ook de opvatting dat de Britse Eilanden, omdat het eilanden zijn, moeilijk zijn te veroveren. De geschiedenis vertelt een ander verhaal. Zowel Groot-Brittannië als Ierland werd in de loop der tijd door verschillende volkeren van overzee aangevallen, veroverd en soms zelfs op grote schaal gekoloniseerd. De verovering door de Kelten is de eerste waarover wij zijn ingelicht. Er volgden nadien nog invallen van Angelen, Saksen, Denen, Noren en van de Normandiërs. "De zee op zichzelf biedt geen enkele veiligheidsgarantie; die komt alleen van een machtige vloot of een goed georganiseerd landleger."

## Prehistorie
Aan de geschiedenis van de Britse Eilanden gaat een lange prehistorie vooraf. Die wordt gedefinieerd door het ontbreken van geschreven bronnen. Onze kennis van de prehistorie is uitsluitend gebaseerd op de analyse van materiële resten, zoals beenderen, potscherven, pollen, en sporen van bewoning en beploeging. Dit brengt een grote mate van onzekerheid met zich mee. Een groot deel van onze kennis van de prehistorie heeft een hypothetisch karakter. Dit geldt vooral waar het de denk- en voorstellingswereld van de prehistorische mens betreft. Zo zijn bijvoorbeeld veel voorwerpen, waaronder wapens, in gebroken staat teruggevonden. Hiervoor zijn allerlei verklaringen aangedragen. Had dit misschien een rituele betekenis, of zijn de voorwerpen bij toeval gebroken en daarom weggegooid?
Stonehenge in het Zuid-Engelse Wiltshire is wel het meest indrukwekkende monument uit deze periode. Dit grootse megalithische monument illustreert treffend het dilemma van de archeoloog: Wat de prehistorische mens met de bouw van Stonehenge beoogde, zal vermoedelijk wel altijd een raadsel blijven. Hetzelfde geldt voor andere monumenten en overblijfselen, zoals de heuvel van Silbury en de schacht van Wilsford.

### Paleolithicum
De Britse Eilanden worden reeds honderdduizenden jaren bewoond door leden van het geslacht 'Homo', meer specifiek de Neanderthalers, waarvan de laatste tienduizenden jaren meer bepaald door Homo sapiens. In perioden van extreme kou waren de Britse Eilanden niet voor mensen bewoonbaar. Bovendien werd dan een groot deel van de regio bedekt door een ijskap.
Gedurende de laatste ijstijd, het Weichselien, lag er zoveel water opgeslagen in het landijs dat de zeespiegel 120 m lager lag dan nu. De Britse Eilanden waren vanaf het vasteland te voet te bereiken. Mogelijk behoorden de toenmalige paleolithische bewoners van de Britse Eilanden tot de Magdaléniencultuur.
Na het einde van de ijstijd was de zeespiegel rond 6.000 v.Chr. zover gestegen dat de Britse Eilanden weer werden afgesneden van de rest van Europa. Met het smelten van de ijskap trokken mensen naar het noorden. Het Mesolithicum, de periode waarin de mens leefde van jagen, vissen en voedsel verzamelen, begon op de Britse eilanden rond 7.000 v.Chr..

### Neolithicum
Was in de Lage Landen de neolithische revolutie (de overgang van een cultuur van jager-verzamelaars met een nomadische leefwijze naar een cultuur van in nederzettingen wonende boeren, die landbouw en veeteelt bedreven en die konden pottenbakken) al rond 5.500 v.Chr. begonnen, op de Britse Eilanden zou het nog tot ~3.700 v.Chr. duren alvorens het Neolithicum begon. Waarschijnlijk was de zee tussen de eilanden en het vasteland daarbij een grote barrière. Tegenwoordig denkt men niet meer zozeer dat er neolithische boeren vanaf het vasteland naar de Britse Eilanden zijn gemigreerd, alswel dat de al op de Britse Eilanden wonende paleolithische en mesolithische mensen de kunst van huizen bouwen, landbouw, veeteelt en pottenbakken hebben afgekeken van de neolithische mensen (waarschijnlijk van de Chasseycultuur en Michelsbergcultuur) op het vasteland. Toch valt migratie vanuit het Middellandse Zeegebied niet uit te sluiten.

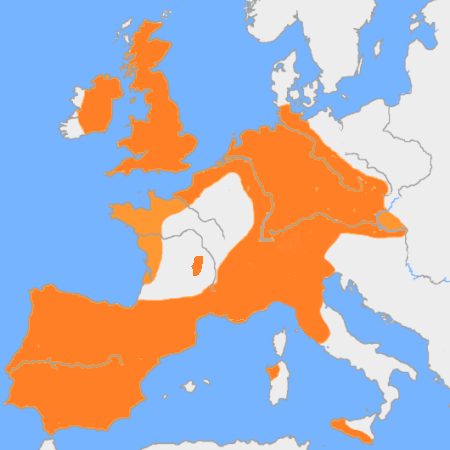
Verspreiding in Europa van de klokbekercultuur.

De boerengemeenschappen besteedden veel tijd en energie aan het bouwen van megalitische graven en andere monumenten. Vanaf ongeveer 2.500 v.Chr. begon de bouw van Stonehenge. Alleen voor het transport van de zware stenen zijn al zo'n 30 miljoen manuren nodig geweest. De bij Stonehenge aangetroffen Aubrey Holes, een cirkel van 56 gaten in de grond, dienden wellicht als "communicatiemiddelen met het onderaardse rijk". Een ander groots monument uit het Neolithicum is de nabijgelegen heuvel van Silbury, de grootste kunstmatige heuvel van Europa. Voor de bouw ervan zijn aarde, plaggen en 340.000 m³ krijtsteen opgestapeld. Maar er is geen spoor van begraving teruggevonden. Wellicht werden de neolithische gemeenschappen geregeerd door een kaste van priesters. De bouw van de megalithische monumenten zegt veel over de mate waarin deze samenlevingen georganiseerd waren.
Kleinschaliger zijn de vele ganggraven uit dezelfde tijd. Deze zijn vooral in Ierland teruggevonden, maar ook ten oosten van de Ierse Zee.
De klokbekercultuur vormde al de overgang naar de kopertijd. Daarna zou de bronstijd beginnen.

### IJzertijd
Halverwege de 8e eeuw v.Chr. bereikte de technologie om ijzer te bewerken Groot-Brittannië. Dit had met name gevolgen voor de landbouw, omdat met ijzeren werktuigen het bos sneller gekapt kon worden en grotere stukken grond omgeploegd konden worden. Dit had tot gevolg dat er raatakkers aangelegd werden. Er zijn aanwijzingen dat met de komst van de nieuwe technologie de samenlevingen op de Britse Eilanden oorlogszuchtiger werden. In ieder geval werd beduidend minder zorg aan de doden besteed dan voorheen. Begraving van de overledenen werd de uitzondering. Veel menselijk gebeente is in putten tussen afval teruggevonden. Het is waarschijnlijk dat sommige lijken werden verbrand. Of werden zij misschien aan aasdieren overgeleverd? Dit alles roept bij de archeoloog vooral vragen op.
Vanaf de 6e eeuw v.Chr. verspreidde de La Tènecultuur zich over de Britse Eilanden. Deze cultuur wordt in verband gebracht met de Kelten. Vermoedelijk hebben Kelten zich vanaf ~500 v.Chr. op de Britse Eilanden gevestigd. De datering van de komst van de Kelten is echter omstreden. Het is waarschijnlijk dat er zowel in Groot-Brittannië als in Ierland meerdere invasies van Kelten hebben plaatsgevonden. De Keltische bewoners van de latere Romeinse provincie Britannia worden doorgaans aangeduid als Britten. Er vormden zich kleine koninkrijken.
De eerste aantoonbare contacten met de klassieke wereld dateren uit de zesde eeuw v.Chr. Vermoedelijk landde de Carthaagse zeevaarder Himilco rond 500 v.Chr. in Cornwall. De Griek Pytheas van Massalia bezocht rond 330 v.Chr. zowel Groot-Brittannië als Ierland. Hij gebruikte de namen 'Albion' en 'Ierne' (Ierland), en de naam 'Pretanische eilanden'. De Pretani waren een Keltische stam; het Welshe woord Prydain (= Groot-Brittannië) is eraan verwant. Julius Caesar maakte er Britanni en Britannia van. In zijn Ora maritima, dat teruggrijpt op een Griekse bron uit de zesde eeuw, gebruikt Festus Rufus Avienus de naam Insula sacra voor Ierland. De bewoners van Ierland noemt hij gens hiernorum, hetgeen doet vermoeden dat Ierland Ériu werd genoemd. Onduidelijk is of Ériu een Keltische naam is.
Een belangrijke bron is het werk van Posidonius († ~50 v.Chr), wiens geschriften vrijwel alleen uit de tweede hand zijn overgeleverd. Poseidonius heeft veel informatie over de Kelten verzameld. Hij beschrijft een maatschappij van drie klassen, waarin de druïden veel invloed hebben. Ook noemt hij typisch Keltische gewoonten als koppensnellen en gevechten met strijdwagens. Overigens blijkt uit andere bronnen dat de levenswijze van de Kelten op de Britse Eilanden, die daar aanvankelijk een minderheid waren, in een aantal opzichten afweek van de Kelten in Gallië. Dit geldt in sterkere mate voor Ierland.
Zo is ook het Iers in hoge mate beïnvloed door de talen van de niet-Keltische en niet-Indo-Europese meerderheid. Welke talen deze gesproken heeft, is onbekend. Het Insulair Keltisch kan in twee takken worden onderverdeeld: Brits en Gaelisch. In Ierland kwamen aanvankelijk beide vormen voor.
Gemeten naar de maatstaven van de IJzertijd waren de bewoners van Groot-Brittannië redelijk welvarend. Het waren bedreven handelaars, die nauwe handels- en culturele contacten onderhielden met de buren op het Europese vasteland in Gallië en de Lage Landen. Vooral tin was zeer gewild, omdat het een van de samenstellende delen van brons is. Het was in ruime mate aanwezig in bepaalde delen van Groot-Brittannië (o.a. in Cornwall). Vooral de economie van het zuidelijk deel van Groot-Brittannië werd door de contacten met de beschavingen in het mediterrane gebied gestimuleerd: de handel nam toe. Ook het verbouwen van gewassen waar veel vraag naar was, werd erdoor bevorderd. De Keltische koninkrijken sloegen hun eigen munten. Vermoedelijk leefden er rond het begin van onze jaartelling meer mensen in Groot-Brittannië dan duizend jaar later.

## Romeinse tijd
De geschiedenis van de Britse Eilanden in strikte zin begint met de komst van de Romeinen. Vanaf de veldtochten van Julius Caesar beschikken wij immers over geschreven bronnen. Voortaan was de eilandengroep betrokken bij de Europese geschiedenis.
De Romeinse verovering van Groot-Brittannië was het logisch gevolg van het Romeinse imperialisme. Nadat Julius Caesar in de jaren na 58 v.Chr. Gallië had veroverd was verdere expansie in noordelijke richting vanuit Romeins standpunt min of meer vanzelfsprekend. Aan beide zijden van het Kanaal woonden Belgae. Deze Belgae onderhielden contacten met hun stamgenoten. In de optiek van Caesar vormden de Belgae in het zuiden van Groot-Brittannië een bedreiging voor de kustgebieden van Gallië. 

In 55 v.Chr. verkende Julius Caesar de Britse zuidkust. In het volgend jaar ging hij er aan land en deed hij een serieuze poging tot verovering. De expeditie leek aanvankelijk succesvol. Enkele stammen en ook Cassivellaunus, de koning van de Catuvellauni, werden gedwongen zich aan de Romeinen te onderwerpen. De grote Gallische opstand onder Vercingetorix maakte echter een einde aan de veldtocht. Caesar trok zich terug. 

Pas een eeuw later, tijdens het bewind van keizer Claudius, werd in 43 n.Chr. een poging tot verovering gedaan die slaagde. In het jaar 63 brak een opstand uit onder de Keltische koningin Boudicca die even succes leek te hebben. De opstand werd bloedig neergeslagen. Serieuze binnenlandse bedreigingen van het Romeinse gezag in Engeland zijn er sindsdien nooit meer geweest. Even werd gepoogd ook Schotland te bezetten maar dat mislukte door te fel verzet van de lokale bevolking. De grens van Britannia werd vastgelegd in Noord-Engeland, waar de afstand tussen oost- en westkust het kortste is. Langs deze grens bouwden de Romeinen een rij forten, die onderling verbonden werden door de Muur van Hadrianus, waarvan nog restanten te zien zijn.
Gedurende een kleine 400 jaar hadden de Romeinen grote invloed op de geschiedenis van Groot-Brittannië. Kearney stelt bijvoorbeeld dat: "tegen het einde van de eerste eeuw na Christus de macht van de Keltische tribale monarchieën in het zuiden van Groot-Brittannië volledig was gebroken. Zij had plaatsgemaakt voor een samenleving, waarin de macht bij een geletterde bureaucratie berustte".
Belangrijke gevolgen van de Romeinse verovering waren de introductie van het schrift en het ontstaan van een meer marktgerichte economie. Zoals ook elders legden de Romeinen ook in Britannia een voortreffelijk wegennet aan. Doordat de onderworpen stammen nog maar zelden met elkaar vochten, bloeide de economie op. 

Verreweg het ingrijpendst waren de gevolgen van de Romeinse verovering in de zuidoostelijke helft van Groot-Brittannië, dat grotendeels uit laagland bestaat. Daar verdwenen de Keltische koninkrijken. In plaats daarvan werd er een Romeinse provincie ingericht, die deel uitmaakte van een administratief netwerk. De keizerlijke bureaucratie was overigens bescheiden van omvang. De Keltische talen, cultuur, religie en instellingen golden voortaan als inferieur. In het gebied ten noorden en ten westen van Lincoln was de invloed van de Romeinen geringer.
Engelse historici beoordelen de verovering door de Romeinen over het algemeen positief. Hun neiging tot identificatie met de Romeinse overheersers heeft een lange traditie; deze dateert al van de renaissance.
De Romeinse bezetting vergde veel troepen. Het rijk als geheel kwam steeds meer onder druk te staan door aanvallen van buitenaf en een reeks burgeroorlogen in de derde eeuw. Als gevolg hiervan moesten steeds meer troepen uit Groot-Brittannië overgeplaatst worden naar het vasteland. Vooral de lange grens langs de Rijn en de Donau was moeilijk te verdedigen. In de vierde eeuw ging het duidelijk bergafwaarts met het Romeinse gezag in Britannia. De economie stagneerde en liep zelfs terug. 

De komst van de Hunnen dreef de Germaanse volkeren naar het westen. In 378 leden de Romeinen een verpletterende nederlaag bij Adrianopel; de Rijngrens werd doorbroken in 406. In 410 werd de Eeuwige Stad zelf geplunderd door de Visigoten. De keizerlijke regering besloot om in deze noodsituatie de verdediging van de kerngebieden van het rijk prioriteit te geven en sommige provincies op te geven. Zo verliet het twintigste legioen in 403 zijn standplaats Deva. Er werden geen munten meer geslagen en Groot-Brittannië werd min of meer aan zijn lot overgelaten. 

Ten gevolge van deze verplaatsing van Romeinse legioenen naar de Rijngrens kreeg Groot-Brittannië tegen het einde van de vierde eeuw steeds meer te lijden van invallen van de Ieren en de Germaanse Angelen, Saksen en Juten. Als reactie hierop rebelleerde het leger en koos, na twee eerder gekozen usurpators die faalden, in 407 een aanvoerder die de naam Constantijn III aannam. Hij verzamelde de nog overgebleven troepen en stak over naar Gallië, waar hij vervolgens door keizer Honorius verslagen werd. In 410 werd een verzoek aan de keizer om militaire hulp afgewezen; daarmee kwam er definitief een einde aan de Romeinse bezetting. De hogere autoriteiten op militair en burgerlijk vlak verdwenen.

## Middeleeuwen
Nadat de Romeinse legioenen waren weggetrokken werd de geschiedenis van de Britse Eilanden gedomineerd door een viertal culturen: de Britse, de Pictische, de Ierse en de Angelsaksische. Aanvankelijk waren de Britten ver in de meerderheid. In het zuiden van Groot-Brittannië en Wales was een maatschappij ontstaan die sterk leek op de Romeinse. De Romeinse steden bleven aanvankelijk bestaan. Veel minder diepgaand was de Romeinse invloed in het noorden geweest. De Picten (Caledonii), die ten noorden van de Forth leefden, waren erin geslaagd hun onafhankelijkheid te bewaren. Ook op de Orkneyeilanden en Shetlandeilanden leefden Picten. De Ieren, die ook een Keltische taal spraken, begonnen zich veel intensiever met hun buren te bemoeien nadat zij tot het christendom waren bekeerd.

### Britten, Angelsaksen en Ieren
Na het wegtrekken van de Romeinen zetten de Britten de antieke beschaving voort. Aanvallen van Picten en Ieren werden afgeslagen. De bestaande contacten met Romeins Gallië werden voortgezet. Uit een reisbeschrijving, geschreven door Constantius, blijkt dat een stabiele maatschappij zich de eerste decennia wist te handhaven. Constantius vertelt hoe Germanus van Auxerre, een Gallo-Romeinse bisschop, tweemaal naar Brittannië reisde om zich daar te mengen in theologische twisten. Germanus probeerde in Britannia het pelagianisme te bestrijden.

In deze post-Romeinse periode werden Germaanse invallers nog tegengehouden door de litus Saxonicum. Hun invloed beperkte zich aanvankelijk tot de kuststrook in het zuidoosten en oosten van het huidige Engeland. Volgens de overlevering kwamen de Saksen naar Groot-Brittannië op uitnodiging van Vortigern om te helpen in de strijd tegen de Picten en de Ieren. De nieuwaangekomen Germanen rebelleerden echter en stortten het land in een reeks van oorlogen. Archeologisch onderzoek suggereert echter dat sommige Germanen reeds in de derde eeuw als huursoldaat waren gekomen. Zo werden bijvoorbeeld de steden York, Caistor (bij Norwich) en Cambridge beschermd door een garnizoen. 

Vele Britten ontvluchtten het geweld en migreerden naar het Armoricaans schiereiland. Op den duur sprak een meerderheid in Bretagne Bretons. Sindsdien wordt de regio Britannia minor genoemd om het te onderscheiden van Groot-Brittannië, dat Britannia maior heette. (De term Britannia minor wordt ook weleens gebruikt voor Ierland.) De migratie van Britten naar het Europese vasteland en van de Angelen, Saksen, Juten, en andere stammen naar Groot-Brittannië moet echter in het grote geheel van de migratiestromingen in deze periode beschouwd worden.
Onze kennis van de Picten is zeer beperkt. Er zijn slechts een beperkt aantal inscripties van hen overgeleverd. Hun taal is niet ontcijferd. De Picten kunnen onderverdeeld worden in een zuidelijke en een noordelijke groep.
Aangezien de informatie over de Angelsaksische koninkrijken van Kent, Bernicia, Deira en Lindsey voornamelijk uit Brits-Keltische bronnen komt, suggereert dit dat er een politieke continuïteit was in deze gebieden. De meer westelijke koninkrijken van Mercia en Wessex volgden dan weer niet reeds bestaande grenzen. Over de omvang van de Angelsaksische invasie in Groot-Brittannië wordt nog steeds fel gediscussieerd. Het is namelijk nog steeds niet duidelijk of er nu wel of geen vermenging plaatsvond met de Keltische bewoning. Archeologisch onderzoek geeft hierover geen uitsluitsel. 

In deze periode is de legende van Koning Arthur te situeren. Hoewel deze door de meeste geleerden verworpen wordt, zijn er die denken dat er misschien enige waarheid in schuilt.

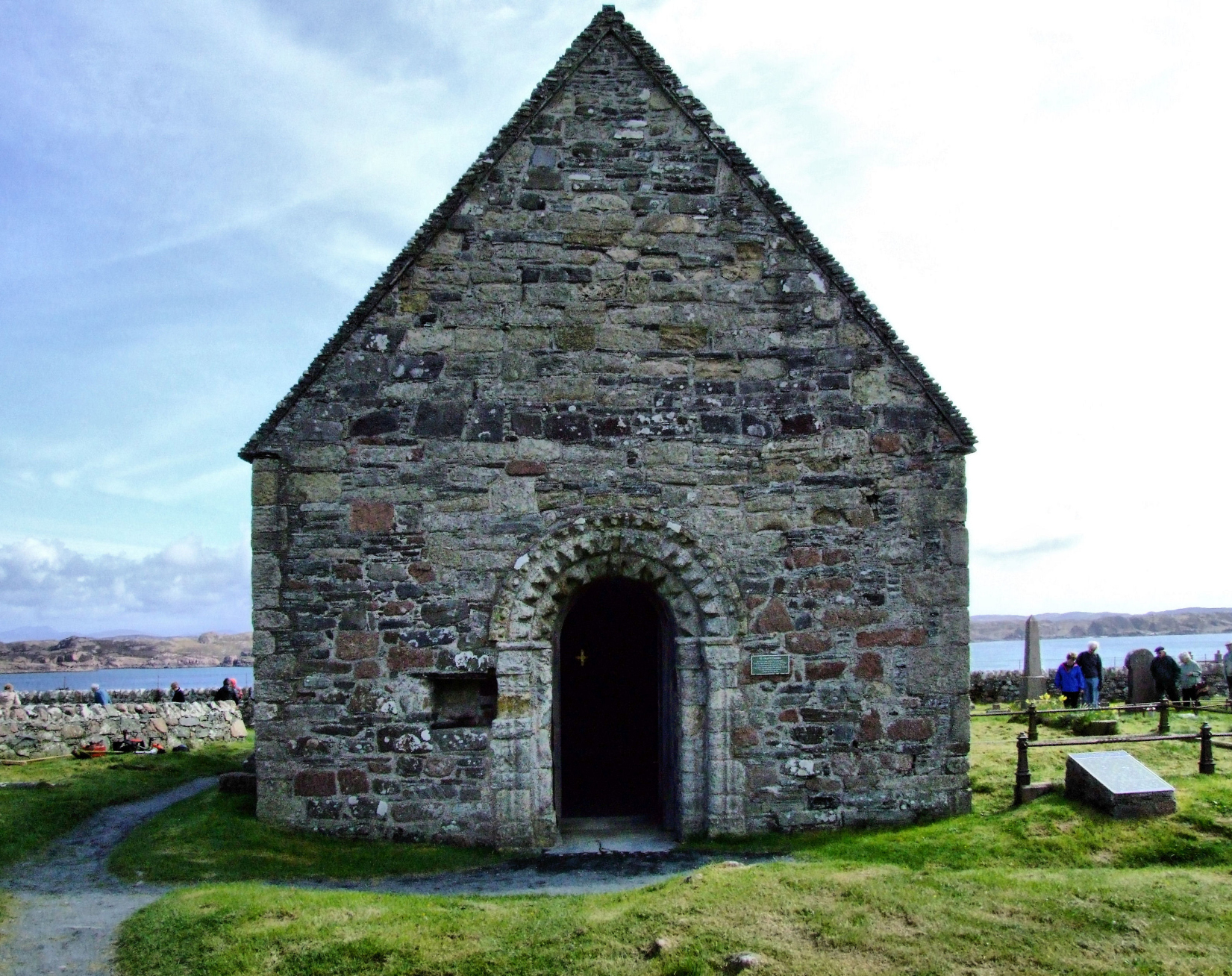
St. Oran's Chapel op Iona. De kapel werd gebouwd in de twaalfde eeuw. Van het oorspronkelijke door Columba gestichte klooster zijn vrijwel geen resten bewaard gebleven.
Ierse monniken verspreidden vanuit Iona het christendom. Vele Pictische en Schotse koningen zijn op de begraafplaats bij deze kapel begraven.

De verovering van het latere Engeland door de Angelsaksen was een geleidelijk proces dat enkele eeuwen in beslag nam. Aan het eind van de achtste eeuw was Groot-Brittannië ten zuiden van de Firth of Forth grotendeels door hen veroverd. De verdeling van de Britse Eilanden in een Germaanse en een Keltische zone bleef gedurende de hele verdere geschiedenis een factor van betekenis. 

De Britten handhaafden zich in Strathclyde (rond Dumbarton), in Cumbria, in Wales en in Cornwall.
Ook de Ieren breidden hun invloedssfeer uit. Ieren vestigden zich op de Hebriden en in het westelijk deel van Schotland. Vanuit Iona werden de Picten in het oosten van Schotland door Ierse monniken tot het christendom bekeerd en ook in culturele zin beïnvloed. Columba (Colmcille) stichtte er zijn klooster, dat een belangrijk spiritueel centrum werd. Ook in het Angelsaksische koninkrijk Northumbria (tussen de Forth en de Humber) en in het zuiden van Wales was de Ierse invloed aanzienlijk.
De kerstening van de Angelsaksen en Picten begon vanaf de tweede helft van de zesde eeuw vanuit twee richtingen: Keltisch (Iers) christendom kwam vanuit het noordwesten en het rooms-katholieke christendom vanuit het zuidoosten. De eerste aartsbisschop van Canterbury, Augustinus van Canterbury, arriveerde in 597 en doopte de eerste Angelsaksische koning Ethelbert van Kent in 601. De laatste heidense koning was Penda van Mercia, die overleed in 655.
Alhoewel in de 7e en 8e eeuw de macht wisselde tussen de grotere koninkrijken wordt Ethelbert van Kent genoemd als de dominante figuur aan het einde van de 6e eeuw, waarna de macht naar het noordelijke Northumbria verschoof. Dit noordelijke rijk was ontstaan uit het samengaan van Deira en Bernicia. Na enkele opvolgingscrises en zware nederlagen tegen Mercia en tegen de Picten kwam er een einde aan de dominantie van Northumbria.
In de 8e eeuw werd Mercia de dominante macht, al is dit geen constante en kende deze dominantie ook zwakke momenten. Een hoogtepunt werd gemarkeerd door de benoeming van Offa van Mercia tot opperheer van Zuid-Brittannië door Karel de Grote. De toenemende macht van Wessex en uitdagingen van de kleinere rijken hield de macht van Mercia binnen de perken. Tegen het einde van de 8e eeuw was de dominantie ten einde.
Deze periode werd vroeger de Heptarchie genoemd, wegens de zeven koninkrijken die deze periode bepaalden: Northumbria, Mercia, Kent, East Anglia, Essex, Sussex en Wessex. Recent onderzoek heeft aangetoond dat ook andere koninkrijken van politiek belang waren in deze periode: Hwicce, Magonsæte, Lindsey en Middle Anglia.

### Tijd van de Noormannen
Aan het eind van de achtste eeuw werden Groot-Brittannië en Ierland bezocht door een nieuwe golf van invallers: die van de Noormannen, ook wel Vikingen genoemd. Deze Scandinavische plunderaars hadden zich in de loop van de achtste eeuw gevestigd op de Orkneyeilanden en Shetlandeilanden, vanwaaruit ze geregeld plundertochten ondernamen. In 793 werd het klooster Lindisfarne geplunderd. Er was dus sprake van kolonisatie, en van piraterij; daarnaast ook van vreedzame handel. 

Voor de komst van de Noormannen waren er op de Britse Eilanden twee duidelijk te onderscheiden culturen aanwezig: de Germaanse en de Keltische. Er ontstond nu een complexer patroon: de eilanden ondergingen sterke invloed vanuit Scandinavië. Hierop zou weer een fase van enkele eeuwen volgen waarin juist de invloed van West-Europa, en van Frankrijk in het bijzonder, groot was. 

Het belang van de Noormannen voor de geschiedenis van de Britse Eilanden wordt verschillend beoordeeld. De Engelse historiografie benadrukt in de regel de continuïteit van de Angelsaksische periode. Marc Bloch en Daniel Binchy zijn daarentegen van mening dat de komst van de Noormannen radicale veranderingen teweeg heeft gebracht.
Het succes van hun plundertochten dankten de Vikingen vooral aan hun unieke schip, het langschip. Dankzij hun boten domineerden zij lange tijd zowel de Noordzee als de Ierse Zee. De Noren beheersten het gebied rondom de Ierse Zee, de Denen waren vooral actief rond de Noordzee. Nu en dan voerden de verschillende groepen ook onderling strijd. De Vikingen vestigden zich op talloze plaatsen langs de kusten van de Britse Eilanden. Het strategisch gelegen eiland Man werd een belangrijk centrum van de Vikingen. In Dublin, Waterford, Cork en Limerick vestigden zij handelsnederzettingen. Dublin was daarvan verreweg het belangrijkst. 

Na een periode van plunderen en invallen vestigden de Vikingen zich na 856 op grote schaal in het noorden van Engeland. Hun voornaamste centrum was York, voorheen de hoofdstad van Northumbria, dat zij Jorvik noemden. Het werd een belangrijke schakel in de langeafstandshandel. De Denen beheersten ook het gebied van het voormalige Mercia. Belangrijke Deense centra waren Lincoln, Leicester, Derby, Nottingham en Stamford. Vanuit de Hebriden en Schotland werd het noordwesten van Engeland gekoloniseerd. De Noorse koningen van Dublin probeerden in een later stadium ook York te veroveren. 

De komst van de Denen in het noorden van Engeland verstoorde de politieke en militaire balans in Groot-Brittannië. De overwinning van Alfred de Grote in 878 remde de Deense invasie echter af. Ondertussen hadden de Vikingen Northumbria uit elkaar doen vallen in Bernicia en een Vikingkoninkrijk. Ook East Anglia werd onder de voeten gelopen. In het noorden van Groot-Brittannië speelden de Vikingen een belangrijke rol bij de vorming van het koninkrijk Alba (het latere Schotland).
Een andere belangrijke ontwikkeling in de 9e eeuw was de rijzende macht van Wessex. Tegen het einde van de regering van Alfred (899) beheersten de vorsten van dit rijk een gebied dat Wessex, Sussex en Kent omvatte. Verscheidene Welshe koningen alsook Mercia onder Alfreds schoonzoon Ethelred erkenden Alfred als hun opperheer. Onder Alfreds opvolgers ging de eenmaking van Engeland verder. Zijn zoon en schoonzoon zetten het programma van het bouwen van forten en gefortificeerde steden verder. Zijn kleinzoon Athelstan van Engeland moest het opnemen tegen een leger van Schotten, Welshmen en Vikingen die zich bedreigd voelden door de suprematie van Wessex. Gedurende de 10e eeuw vonden er ook op het continent belangrijke gebeurtenissen plaats: het Karolingische rijk was in verval en tegen het midden van de eeuw viel het uiteen.
Tegen het einde van de 10e eeuw kende Engeland een nieuw periode van Viking-invallen. Onder het koningschap van Ethelred II (bijgenaamd The Unready in het Engels) werd Engeland veroverd door Sven Gaffelbaard, koning van Denemarken en Noorwegen. Na diens dood wist Ethelred zijn zoon Edmund II van Engeland de troon te heroveren. Toen Edmund korte tijd later overleed, kwam Knoet de Grote († 1035), de zoon van Sven, op de troon, zoals vastgelegd was in een akkoord tussen Knoet en Edmund. Engeland werd aldus deel van een machtig rijk dat zich over heel de Noordzee uitstrekte. Tijdens deze periode was de invloed van de Vikingen op de Engelse cultuur het sterkst.
Gedurende de eerste helft van de elfde eeuw wisselde de heerschappij over Engeland tussen de afstammelingen van Ethelred en die van Knoet. Wessex, dat wil zeggen het gebied ten zuiden van de Thames, was daarbij steeds het kerngebied van de koningen. Daarbuiten was de macht van de koningen beperkt. In Wessex was een groot deel van het grondbezit in handen van de koninklijke familie en van een aantal rijke kloosters. Een groot deel van de bevolking bestond er uit horigen en lijfeigenen. Naar de maatstaven van de elfde eeuw waren administratie en belastingheffing in Wessex efficiënt georganiseerd.

### Hoge Middeleeuwen

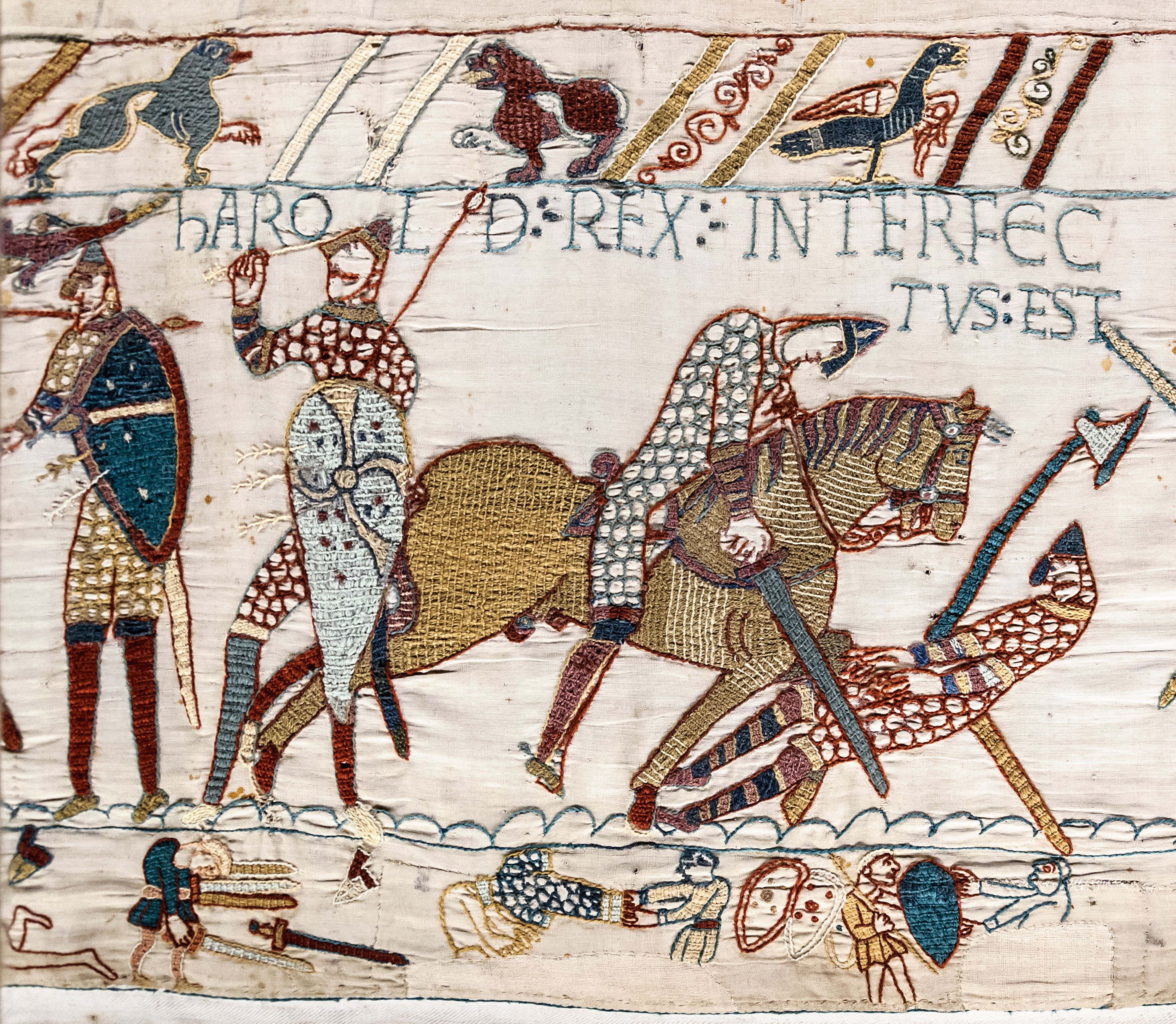
De dood van koning Harold Godwinson tijdens de slag bij Hastings. Scène van het tapijt van Bayeux, waarop de gebeurtenissen die leidden tot de Normandische verovering van Engeland staan afgebeeld.

Een mijlpaal in de geschiedenis van de Britse Eilanden was de vestiging van een koloniaal regime in Engeland. Nadat Engeland veroverd was, probeerde de Normandisch-Franse elite op termijn haar machtsbereik nog verder uit te breiden in noordelijke en westelijke richting. Het hevigst waren de gevolgen van de verovering in Engeland.
In 1066 werd Engeland veroverd door Willem de Veroveraar, de hertog van Normandië. Hertog Willem was met een ruiterleger van op buit beluste krijgers het Kanaal overgestoken. Hij zou door koning Edward de Belijder aangewezen zijn als diens erfgenaam aangezien deze zelf geen kinderen had. Een andere kandidaat voor de Engelse troon was Harold Godwinson. 

In het voorjaar van 1066 viel Harolds broer Tostig Godwinson (zwager van Boudewijn V van Vlaanderen) Engeland binnen met een vloot van uit Vlaanderen en van de Orkneyeilanden afkomstige huurlingen. Door de felle tegenstand van lokale heren moest hij zich noodgedwongen met zware verliezen terugtrekken in Schotland, waar hij verse troepen rekruteerde. In de zomer viel dan de koning van Noorwegen Harald III (beter gekend als Harald Hardraada), een derde troonpretendent, het noorden van Engeland binnen. Tostig schaarde zich achter Harald en samen versloegen ze in de slag bij Fulford een Engels leger onder leiding van de hertogen van Mercia en Northumbria. York werd bezet. Ondertussen lag Harold met een groot leger aan de zuidkust te wachten op Willem en zijn leger. Op 8 september brak Harold zijn kamp op wegens voedselgebrek. Op weg naar Londen hoorde hij van de Noorse invasie en trok in geforceerde mars naar het Noorden onderweg troepen verzamelend. Het Noorse leger, volledig verrast, werd in de zeer bloedige Slag bij Stamford Bridge verslagen.

Willem had ondertussen een leger verzameld met troepen uit Noord-Frankrijk, Vlaanderen (schoonzoon van Boudewijn V van Vlaanderen) en Duitsland. Met een leger van zo’n 7000 man en 2000 paarden sterk landde hij op 28 september nabij Pevensey in Sussex. Aangezien dit de thuisprovincie was van Harold was dit extra provocerend. Willem bouwde een houten fort nabij Hastings en wachtte daar de komst van Harold af. Deze kwam rechtstreeks uit het Noorden met enkel een tussenstop te Londen om versterkingen te verzamelen. Op 14 oktober 1066 stonden beide leger tegenover elkaar te Hastings. Een hele dag werd er gevochten en in de laatste uren van de strijd sneuvelde koning Harold. 

Anders dan Willem verwachtte, gaven de Engelse leiders zich niet over en werd er zelfs nog een nieuwe koning gekroond, Edgar Ætheling. Deze slaagde er echter niet in effectief weerstand te bieden. Op 25 december 1066 werd Willem in de Westminster Abbey tot koning van Engeland gekroond. In de jaren daarna werden de Normandiërs nog hier en daar geconfronteerd met opstanden. Dit verzet, onder andere in Exeter, had steeds een lokaal karakter. Pas in 1071 werd de laatste opstand neergeslagen.
De Normandiërs zetten de krachtige monarchie van hun Angelsaksische voorgangers voort. De nieuwe elite was volgens feodale principes gestructureerd. Tussen koningen en baronnen ontstonden met enige regelmaat spanningen. De elite, allen grootgrondbezitters, streefde doorgaans naar uitbreiding van haar grondbezit. Een op expansie gerichte politiek was hiervan het gevolg. 

De Normandische elite sprak geen Engels, maar haar eigen hoftaal en elitetaal. De officiële taal van de Kerk was het Latijn. De cultuur van de Angelsaksen gold als 'barbaars'.
In 1171 veroverden de Normandiërs Dublin. Binnen de complexe politieke constellatie van Ierland vervulde deze stad een sleutelrol. Kort nadien werden de Ierse koninkrijken Leinster en Midhe door de Normandiërs veroverd. Toen koning Hendrik II van Engeland vervolgens Ierland bezocht, erkenden de meeste Ierse vorsten hem als hun leenheer. Om het gezag van de Normandiërs veilig te stellen liet Hendrik II kastelen (royal castles) bouwen in Dublin, Waterford, Cork en Limerick. 

De verovering door de Normandiërs vormt een waterscheiding in de geschiedenis van Ierland. Voortaan maakte het eiland deel uit van de westerse 'gemeenschap van christenen', die onder het nominaal gezag van de paus stond. Deze gemeenschap deelde een gemeenschappelijke ideologie en cultuur. De intellectuele elite, zoals de geleerde Giraldus Cambrensis, beschouwde de autochtone bevolking van Ierland en Wales daarentegen nog lange tijd als 'barbaren'.
Vanaf de dertiende eeuw herleefde in Engeland het Engels. Daar kwamen in deze eeuw de steden op. Deze konden nu in het parlement hun stem laten horen. Langzamerhand verdween de lijfeigenschap.

### Late Middeleeuwen
Aan het eind van de dertiende eeuw bereikte de macht van de Normandiërs een hoogtepunt. De Engelse koningen hadden Wales de facto onderworpen. Het noordwesten van Wales werd als 'koninklijk vorstendom' ingericht. Aan de kust had koning Edward I er een aantal kastelen laten bouwen, waaronder o.a. Harlech en Caernarfon Castle. Ook een groot deel van Ierland, waaronder het zuidwestelijk deel, was onder het gezag van de Plantagenets gebracht. In Schotland meende Edward I als een soort leenheer te kunnen bepalen wie er in geval van een omstreden successie mocht opvolgen.
Gedurende de veertiende en vijftiende eeuw verloor de Normandische elite bijna overal terrein. Het westen van Ierland, het gebied beyond the pale (= grenspaal), werd opgegeven. Segregatie van Ieren en Engelsen werd bij wet afgedwongen. Het rijk van de Plantagenets versplinterde. 

Robert the Bruce, de leider en latere koning van de Schotten, bracht de Engelsen in 1314 bij Bannockburn een zware nederlaag toe. Gedurende de rest van de Middeleeuwen was Schotland een trouwe bondgenoot van Frankrijk. 

De heerschappij in Wales leek lange tijd verzekerd. In 1400 maakte een opstand onder leiding van Owain Glyndwr een einde aan die illusie. Ook andere regio's, waaronder Ulster en het lordship of the isles (op de Hebriden), ontwikkelden zich in hoge mate autonoom.
De Honderdjarige Oorlog eindigde in 1453. De Engelse koningen moesten hun bezit in Frankrijk opgeven. De nederlaag werd gevolgd door een periode van interne conflicten, de Rozenoorlogen.

## Vroegmoderne Tijd
De opkomst van Engeland als wereldmacht valt min of meer samen met het begin van de Vroegmoderne Tijd. Er ontstond een rijk waarin het zuiden van Engeland de rest van de Britse Eilanden in politiek en economisch opzicht domineerde. Ook de oostkust van Noord-Amerika en West-Indië werden gekoloniseerd. Aanvankelijk speelde Engeland nog een bescheiden rol in de Europese politiek. Het was nauwelijks opgewassen tegen de macht van de Habsburgers in Duitsland en Spanje en de Valois in Frankrijk.
In 1485 kwam Hendrik VII Tudor in Engeland aan de macht. Zijn voorvaderen waren afkomstig uit Wales. Hendrik VII dankte het koningschap eigenlijk uitsluitend aan een militaire overwinning. De monarchie was als gevolg van een eeuw van instabiliteit en dynastieke conflicten sterk verzwakt. In het begin van zijn regering moest Hendrik tweemaal een opstand onderdrukken.
De koningen uit het Huis Tudor versterkten het koningschap echter dusdanig dat men van absolutisme kan spreken. Langzamerhand had de Engelse economie zich duidelijk ontwikkeld. Handel en nijverheid leverden een substantiële bijdrage aan de economie. Hierdoor werd de adel minder belangrijk, terwijl het belang van de middenstand en de steden toenam. Kapitalistische structuren begonnen zich te ontwikkelen. 

De Tudors voerden ook een op centralisatie gerichte politiek. Wales werd in 1536 ingelijfd. Om het gebied effectiever te controleren werd de Council of Wales gevormd. Een Council of the North moest het koninklijk gezag handhaven in het noorden van Engeland. Het ontstaan van een Engels nationaal bewustzijn wordt vaak in verband gebracht met de Tudors.
Rond 1500 was het Engels gezag in Ierland zwak; het beperkte zich tot de omgeving van Dublin en het zuidoosten. Het Engels gezag werd er uitgeoefend door de lord deputy of Ireland, een soort onderkoning. De elite die hier de vruchtbare gronden in bezit had, stamde af van de Normandische veroveraars. De elite sprak Engels en wordt de Old English genoemd. Zij waren zeer trouw aan de Engelse kroon. Nu het gezag van de Engelsen zwak was, moesten de kolonisten voortdurend op hun hoede zijn. Bij tijd en wijle werden zij aangevallen door de Ieren. Tussen 1580 en 1640 vestigden zich wederom vele kolonisten uit Schotland, Wales en Engeland in Ierland. Velen van hen waren Schotse protestanten.

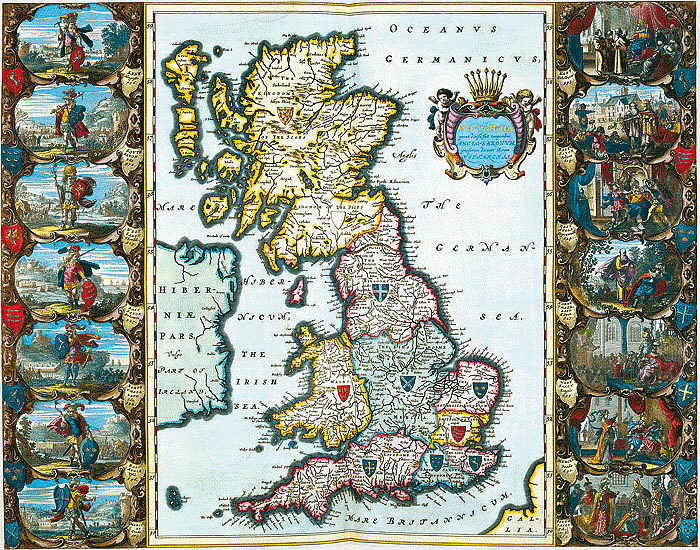
Kaart van de Britse Eilanden uit de "Atlas maior" (1662), een uitgave van Joan Blaeu.
De cartograaf lijkt de regionale verschillen te willen benadrukken en verdeelt Engeland in de zeven koninkrijken van de heptarchie. De herinnering aan de burgeroorlog was vermoedelijk nog niet vervlogen.

Ook in de zestiende eeuw was de invloed van Frankrijk in Schotland groot. Daar kwam verandering in toen in 1560 de hervormer John Knox er aan de macht kwam. Voor Elisabeth I van Engeland en haar protestantse entourage was het een belangrijk politiek succes. 

De banden tussen Schotland en Engeland werden nog versterkt toen Jacobus VI van Schotland in 1603 ook koning van Engeland werd. Gedurende een eeuw regeerden de uit Schotland stammende Stuarts over beide koninkrijken. Daar zit wel een onderbreking in: Van 1649 tot 1660 waren de Britse Eilanden een republiek. 

De zeventiende eeuw was een eeuw van revoluties. Karel I verloor zijn kroon en werd na een openbaar proces terechtgesteld. De historiografie velt doorgaans een negatief oordeel over de Stuarts. Hen wordt veelal gebrek aan politiek inzicht verweten. Ook de sympathie van enkelen onder hen voor het katholicisme heeft hun reputatie geen goed gedaan.
In 1650 veroverde Cromwell Schotland. De politieke vereniging van Engeland en Schotland in 1707 was een logische volgende stap van de historische ontwikkeling. Londen werd meer en meer het politiek en economisch centrum van de Britse eilanden. Wel behield Schotland zijn eigen staatskerk: de calvinistische Church of Scotland.
De zogenaamde Glorious Revolution van 1688/89 geldt als een mijlpaal in de geschiedenis van Engeland. Opnieuw verloor een Stuart zijn kroon. Koning Jacobus II werd verjaagd. In zijn plaats werden de Nederlandse stadhouder Willem III en zijn vrouw Maria koning en koningin. Een Toleration Act werd uitgevaardigd, die aan dissenters in beperkte mate godsdienstvrijheid verleende. De traditionele whighistoriografie heeft de omwenteling voorgesteld als de overwinning van het parlement, het protestantisme en de progressieve krachten in het algemeen. 

In Engeland werd nauwelijks gevochten, in Schotland wel. De aanhangers van Jacobus II versloegen zelfs hun tegenstanders in de slag bij Killiecrankie (1689). Omdat hun aanvoerder sneuvelde, had dit geen gevolgen. Ook in de decennia hierna was de nieuwe politieke orde niet veilig. Het verdreven Huis Stuart kon in Schotland nog op veel aanhang rekenen. In 1715 deed Jacobus VIII, de Old Pretender, een poging de verdreven dynastie te herstellen. Pas nadat de jakobieten in 1746 bij Culloden een zware nederlaag was toegebracht stabiliseerden zich de verhoudingen.
Voor Ierland waren de gevolgen van de Glorious Revolution desastreus. Enkele decennia eerder had een protestants leger onder leiding van Cromwell er een bloedbad aangericht. Veel grond die in het bezit van katholieken was, was vervolgens onteigend. Verzet van de Ieren werd meedogenloos onderdrukt. De aanhangers van Jacobus II, waarvan velen hoopten hun grond terug te winnen, werden in juli 1690 verslagen in de slag aan de rivier de Boyne. Daarna werd nog doorgevochten tot ook Limerick zich het volgend jaar overgaf. De in meerderheid katholieke Ieren werden aan een streng koloniaal regime onderworpen. Eerdere maatregelen, zoals de grootschalige landonteigening, werden bevestigd. Willem III had de katholieken bij het Verdrag van Limerick (1691) weliswaar een zekere mate van godsdienstvrijheid beloofd, maar die belofte werd niet nagekomen. Katholieken werden als tweederangsburgers zonder politieke rechten behandeld. Zoals in Engeland was ook in Ierland voortaan de Anglicaanse Kerk de officiële kerk. Er volgde een eeuw van protestantse dominantie.

## Moderne Tijd
Met de industriële revolutie begon de Moderne Tijd. Engeland was het eerste land dat deze ontwikkeling doormaakte. Hierbij was het het noorden van Engeland, waartoe ook de zogenaamde midlands behoren, dat het voortouw nam. De regio, die tot dan toe meestal een ondergeschikte rol had gespeeld, werd het kloppend hart van het Britse imperium. Een aantal steden nam sterk in omvang toe. De belangrijkste daarvan waren Birmingham, Liverpool, Manchester, Sheffield, Leeds en Newcastle. In Lancashire en Yorkshire verrezen meerdere industriesteden. Ook mijnbouw was nadrukkelijk aanwezig. In de regio, die altijd al een eigen karakter had gehad, ontwikkelde zich een northern cultuur, die gedomineerd werd door de industrie. Het zuiden van Engeland behield een meer agrarisch karakter. De tin- en kopermijnen van Cornwall waren een uitzondering op het algemene patroon.

### Negentiende eeuw
Gedurende de halve eeuw na 1815 werd het wegennet bijna overal sterk verbeterd en werden ook de belangrijkste spoorlijnen aangelegd. Een groeiend aantal pakketboten voer volgens dienstregeling heen en weer tussen Groot-Brittannië en Ierland. Door deze verdichting van de infrastructuur raakten de verschillende regio's binnen de Britse Eilanden sterker met elkaar verbonden dan ooit tevoren. De invloed van Engeland en het Engels in de perifere gebieden nam sterk toe. Het sterkst deed de Engelse invloed zich gelden in Ierland. Een toenemend aantal Ieren sprak voortaan bijna dagelijks Engels. In een tijdsbestek van slechts enkele decennia daalde het aantal native speakers van Iers-Gaelisch sterk. De economische en culturele dominantie van het zuidoostelijk deel van Engeland stimuleerde anderzijds 'nationalistische' reflexen.
Gedurende de negentiende eeuw bereikte het Britse Rijk het toppunt van zijn macht; het Verenigd Koninkrijk van Groot-Brittannië en Ierland was de machtigste staat ter wereld geworden. De Britse vloot domineerde de wereldzeeën, bijna een kwart van de wereldbevolking werd vanuit Londen geregeerd. Ook in veel landen en gebieden die niet tot het imperium behoorden, was de Britse invloed veelal groot. De politieke dominantie werd mogelijk gemaakt door de economische dominantie van Groot-Brittannië.

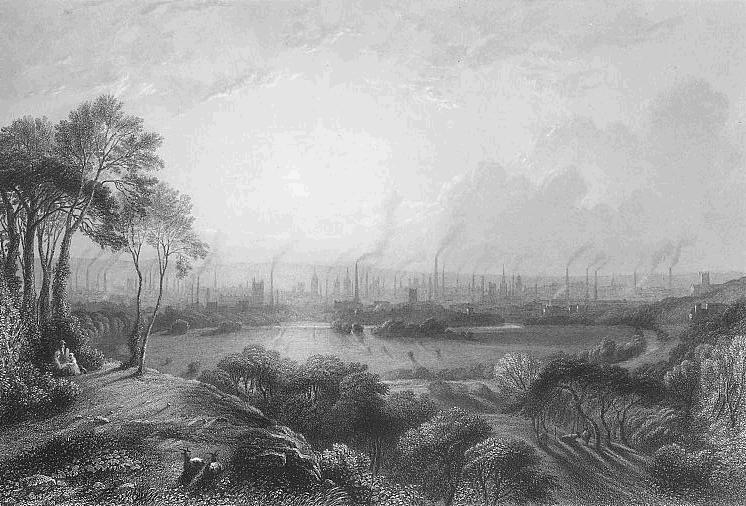
Edward Goodall: "Manchester, from Kersal Moor", gravure naar een schilderij van W. Wyld.
Manchester ontwikkelde zich tot het centrum van de katoenindustrie. Zijn bijnaam Cottonopolis verwijst daarnaar. De levensstandaard steeg, maar de meeste arbeiders leefden in erbarmelijke omstandigheden.

Hoewel de negentiende eeuw een bloeiperiode was van de Britse industrie als geheel waren er wel duidelijk regionale verschillen. Het noorden van Engeland overvleugelde het zuiden. Het belang van Londen als industrieel centrum nam significant af. De scheepsbouw en zijdenijverheid verdwenen er vrijwel geheel. Ook gingen na 1850 de kuiperijen en de horlogenijverheid van Londen achteruit. De lonen gingen in de regio eerder omlaag dan omhoog. Londen werd overspoeld door goedkope arbeidskrachten uit de agrarische gebieden en uit Ierland en Wales. De dalende trend werd nog versterkt door de komst van Oost-Europese joden na 1880. Als internationaal centrum van het bank- en verzekeringswezen wist Londen zich wel te handhaven. 

In grote lijnen was de negentiende eeuw - in tegenstelling tot de achttiende eeuw - voor Ierland een periode van stabiliteit en economische groei. De levensstandaard nam duidelijk toe, ook voor de armste lagen van de bevolking. Katholieken en de Rooms-Katholieke Kerk kregen weer een plaats in het sociale leven. Er ontstond een katholieke middenstand. Rond Belfast bloeiden een aantal takken van industrie op, waaronder de scheepsbouw, de machinebouw en de vervaardiging van linnen(goed). Ten gevolge van grootschalige emigratie bleef de bevolkingsgroei beperkt. 

De grote uitzondering op het algemene patroon was de hongersnood van 1845-1849. De Britse regering werd in hoge mate voor de catastrofe verantwoordelijk gehouden. De politicus Gladstone deed als eerste minister een manmoedige poging het lot van de Ieren te verbeteren. Zijn in 1870 uitgevaardigde Land Act beoogde de Ierse pachters beter tegen uitbuiting te beschermen.
Gedurende de eerste helft van de negentiende eeuw speelden vooral sociale tegenstellingen een belangrijke rol. Een invloedrijke beweging in Engeland was het chartisme. Na ~1860 bepaalde vooral een toenemend bewustzijn tot een bepaalde 'etnische' groep te behoren de politieke verhoudingen. In de loop van de eeuw ontstonden nationalistische bewegingen in Ierland en Wales. Kritiek op de kwaliteit van het onderwijs in Wales leidde er in 1847 tot de affair of the blue books. In 1867 kwam in Ierland de Fenian Brotherhood in opstand; de Ierse massa kwam echter niet in beweging. Culturele verschillen tussen het noorden en het zuiden van Ierland stonden een breedgedragen nationalisme in de weg. 

In Wales was er de tegenstelling tussen het agrarische noorden en het geïndustrialiseerde zuiden, in Schotland de aloude tegenstelling tussen Highlands en Lowlands, in combinatie met verschillen in religie.

### Twintigste eeuw
De Eerste Wereldoorlog (1914-1918/19) maakte een einde aan de positie van het Verenigd Koninkrijk van Groot-Brittannië en Ierland als leidende mogendheid. Het duurde overigens nog enkele decennia voordat dat duidelijk werd. Pas naderhand is gebleken hoe ingrijpend de gevolgen van het uitbreken van de Eerste Wereldoorlog zijn geweest. In 1914 werd de victoriaanse orde ten grave gedragen. 

De Vrede van Versailles (1919) werd gevolgd door een interbellum van twintig jaar, een onrustige periode, waarna in 1939 de Tweede Wereldoorlog uitbrak. De Eerste en Tweede Wereldoorlog vertonen zo veel overeenkomsten dat de tweede oorlog als herhaling van de eerste beschouwd kan worden. Spanningen tussen Duitsers en Slaven waren in beide gevallen een belangrijke oorzaak. Daar kwam aan Duitse zijde nog de behoefte aan 'revanche' bij. In beide gevallen gaf de inmenging van de Verenigde Staten de doorslag. Hoewel het Verenigd Koninkrijk tweemaal tot het winnende kamp behoorde, was het in zekere zin een verliezer. De oorlogen vormen een markante breuklijn in de Britse en Ierse geschiedenis. 

Doordat de Verenigde Staten en de Sovjet-Unie tijdens het Interbellum allebei een zeer behoedzame buitenlandse politiek voerden, leek het alsof Groot-Brittannië met zijn 'Empire' nog buitengewoon machtig was. Dit verklaart tot op zekere hoogte het mislukken van de Volkenbond en het beginsel van 'collectieve veiligheid'. Toen Japan in 1931 Mantsjoerije binnenviel, deed de Volkenbond feitelijk niets. Op de agressieve politiek van de fascistische regimes in Italië en Duitsland volgde geen adequate reactie. In 1940 werd duidelijk dat Groot-Brittannië afhankelijk was van Amerikaanse steun. De post-imperiale fase was aangebroken.
De twintigste eeuw werd aldus ook de eeuw van dekolonisatie. Volgens het in 1931 uitgevaardigde Statuut van Westminster waren de leden van het Gemenebest (Commonwealth) voortaan 'autonome gemeenschappen van het Britse Rijk'. Aan het eind van de jaren 40 verwierven India, Pakistan, Ceylon en Burma de onafhankelijkheid. In 1948 trokken de Britten zich terug uit Palestina. In 1956 probeerde de Britse regering haar invloed in het Midden-Oosten te herwinnen door het Suezkanaal te bezetten. Dit liep uit op een fiasco.
Margaret Thatcher drukte haar stempel op de Britse politiek gedurende de laatste decennia van de twintigste eeuw. Van 1979 tot 1989, een relatief lange periode, was de IJzeren Dame eerste minister van het Verenigd Koninkrijk. Haar partijgenoot John Major volgde haar op. Op 1 mei 1997 won Labour, de arbeiderspartij, onder Tony Blair de verkiezingen. In sommige opzichten koos Blair voor een duidelijk andere politieke koers.

### Historische overzichtsartikelen
- geschiedenis van Engeland
  - geschiedenis van Cornwall
  - geschiedenis van Londen
- geschiedenis van Ierland
  - geschiedenis van de Ierse Republiek
  - geschiedenis van Noord-Ierland
- geschiedenis van Schotland
- geschiedenis van Wales
- geschiedenis van het eiland Man
- geschiedenis van Jersey

### Links naar artikelen over historische staten op de Britse Eilanden
- lijst van middeleeuwse landen op de Britse Eilanden
- koninkrijk Engeland (tot 1707)
- koninkrijk Schotland (tot 1707)
- koninkrijk Ierland (1541 – 1801)
- koninkrijk Groot-Brittannië (1707 – 1801)
- Verenigd Koninkrijk (1801 – heden)
  - Verenigd Koninkrijk van Groot-Brittannië en Ierland (1801 – 1927)
  - Verenigd Koninkrijk van Groot-Brittannië en Noord-Ierland (1927 – heden)

### Overige links
- Britse Rijk en het Gemenebest van Naties
- Man (?- heden)
- Ceylon